# 鳳台県
鳳台県（ほうたい-けん）は、中華人民共和国安徽省淮南市に位置する県。

## 行政区画
- 鎮:城関鎮、新集鎮、朱馬店鎮、岳張集鎮、顧橋鎮、毛集鎮、夏集鎮、桂集鎮、焦崗湖鎮、鳳凰鎮、楊村鎮、丁集鎮、劉集鎮、大興鎮、尚塘鎮
- 郷:古店郷、銭廟郷、関店郷
- 民族郷:李沖回族郷